# Eptesicus kobayashii
Eptesicus kobayashii é uma espécie de morcego da família Vespertilionidae. É endêmica da Península da Coreia, onde foi registrada em apenas três localidades: Pyongyang, Seul e Gaesung.